# Foucaucourt-Hors-Nesle
Foucaucourt-Hors-Nesle é uma comuna francesa na região administrativa de Altos da França, no departamento de Somme. Estende-se por uma área de 2,94 km². Em 2010 a comuna tinha 81 habitantes (densidade: 27,6 hab./km²).